# Salon de Mars
Le salon de Mars est un salon du château de Versailles, un château français situé dans les Yvelines, en Île-de-France. Partie du Grand appartement du Roi, cette pièce décorée sur le thème de Mars, dieu de la mythologie romaine, servait de salle des gardes du temps de Louis XIV.
Le salon communique à l'ouest avec le salon de Mercure et à l'est avec le salon de Diane.

## Histoire
Le salon de Mars, qui fait suite aux salons de Vénus et de Diane, faisait fonction de salle des gardes. Il marquait la véritable entrée du Grand Appartement du Roi, donnant accès au salon de Mercure. Lors des soirées d'appartement instaurées par Louis XIV, le salon de Mars était d'abord consacré au jeu. On y disposait plusieurs tables pour les jeux de cartes et d'autres jeux de hasard. 
Vers 1685, le roi fait percer les deux murs de part et d'autre de la cheminée pour y aménager deux tribunes soutenues par des colonnes et destinées aux musiciens. Le salon est alors consacré à la musique et à la danse. Louis XV fait disparaître ces tribunes en 1750.

## Décor

### Le plafond
Comme la fonction du salon l'impose, l'iconographie du plafond est consacrée au dieu Mars et aux travaux guerriers. Une corniche dorée est soutenue par des casques de tous modèles (romains, turcs...).
La composition centrale est due à Claude II Audran et représente Mars sur un char tiré par des loups. Elle est encadrée par deux autres compositions, à l'est et à l'ouest :
- La Victoire soutenue par Hercule suivie de l’Abondance et de la Félicité, par Jean Jouvenet ;
- La Terreur, la Fureur et l’Épouvante s’emparant des puissances de la terre. , par René-Antoine Houasse[2].

Les tableaux des voussures, en camaïeu d'or, illustrent les hauts faits de grands guerriers de l'histoire antique :
- voussure est : Jules César passant ses légions en revue, par Claude II Audran ;
- voussure sud : Cyrus haranguant ses soldats, par Jean Jouvenet et Démetrius Poliorcète prenant une ville d'assaut, par Claude II Audran ;
- voussure ouest : Le Triomphe de Constantin, par René-Antoine Houasse ;
- voussure nord : Marc Antoine récompense un officier, par Jean Jouvenet et Alexandre Sévère dégrade un officier, par René-Antoine Houasse.

Ces camaïeux sont reliés entre eux par des compositions au naturel formant une frise représentant des Amours guerriers.
Les écoinçons, traités en bas-reliefs de stuc doré, sont dus aux frères Gaspard et Balthazar Marsy, d'après des dessins de Le Brun et illustrent la suprématie militaire de la France sur les puissances européennes :
- écoinçon nord-est : Allégorie de la victoire des troupes françaises sur les Turcs lors de la bataille du Saint-Gotthard ;
- écoinçon sud-est : Allégorie de la suprématie française sur mer ;
- écoinçon sud-ouest : Allégorie de la suprématie de la France sur l'Espagne et la Hollande ;
- écoinçon nord-ouest : Allégorie de la suprématie de la France sur l'Empire[3].

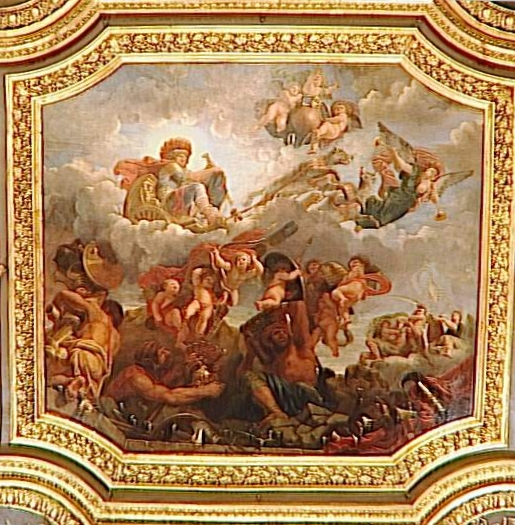
Plafond central du salon de Mars, par Audran
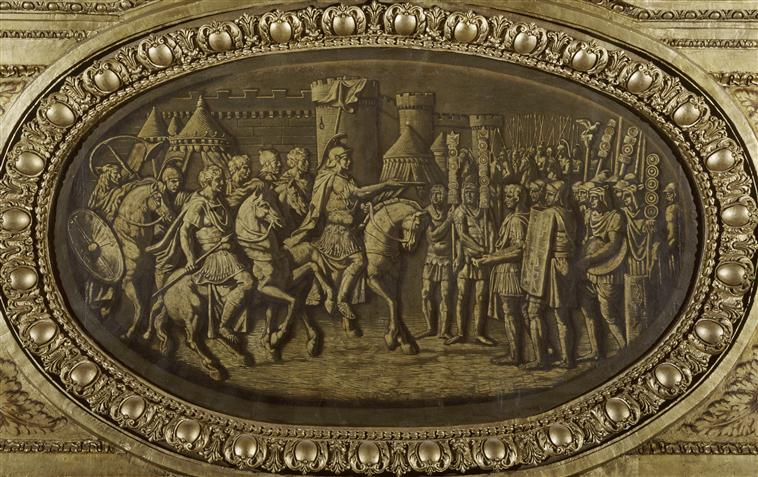
Voussure est : Jules César passant ses légions en revue, par Audran
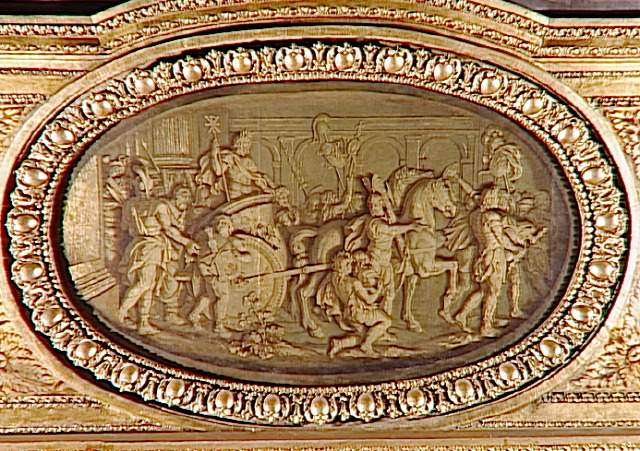
Voussure ouest : Le Triomphe de Constantin, par Houasse
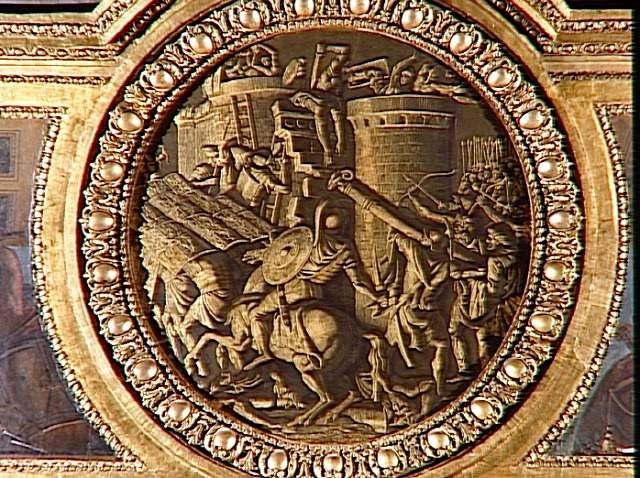
Voussure sud : Démetrius Poliorcète prenant une ville d'assaut, par Audran
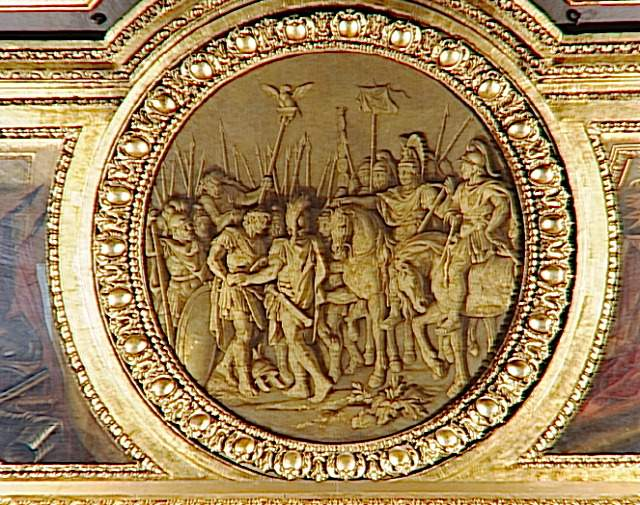
Voussure nord : Alexandre Sévère dégrade un officier, par Houasse

### Les murs
Au-dessus des portes, quatre peintures allégoriques de Simon Vouet représentent la Justice, la Tempérance, la Force et la Prudence.
Sur les murs sont accrochés cinq grands tableaux, de l'est vers l'ouest :
- Marie Leszczynska de Carle van Loo ;
- La famille de Darius aux pieds d'Alexandre de Charles Le Brun ;
- au-dessus de la cheminée, Portrait équestre de Louis XIV de René-Antoine Houasse ;
- Les Pélerins d'Emmaüs, copie ancienne d'un tableau de Véronèse conservé au Louvre ;
- Louis XV de Carle Van Loo.